# Baljevac (Bośnia i Hercegowina)
Baljevac – wieś w Bośni i Hercegowinie, w Federacji Bośni i Hercegowiny, w kantonie uńsko-sańskim, w mieście Bihać. W 2013 roku pozostawała niezamieszkana.